# Sergio Divina
Sergio Divina (Trento, 8 febbraio 1955) è un politico italiano, senatore della Lega Nord dal 2006 al 2018. Dopo essere uscito dal Carroccio nel 2023, è passato dapprima ad Alternativa Popolare per approdare a febbraio 2025 a Forza Italia.

## Biografia

### L'inizio della carriera politica nella Lega
Impiegato presso la Provincia autonoma di Trento come geometra della Protezione Civile, ha cominciato la sua carriera politica nel Partito Liberale Italiano a Trento come segretario del consigliere provinciale Italo Craffonara. Nel 1991 passa alla neo-costituita Lega Nord Trentino, di cui sarà segretario dal 1991 al 1995 e dal 2003 al 2005. Ha ricoperto anche il ruolo di presidente dal 1995 al 1999 dopo il primo mandato da segretario. Divina è stato anche dal 2010 al 2011 segretario della Lega Nord Sud Tirolo, costola della Lega Nord Trentino.
Nel 1993 viene indagato e assolto con formula piena dall'accusa di aver intascato nel 1986, nella veste di pubblico funzionario, una mazzetta da 1 200 000 lire.

### Consiglio provinciale e regionale
È stato membro del consiglio regionale del Trentino-Alto Adige e del Consiglio della provincia autonoma di Trento dal 1993 al 2008, ricoprendo anche il ruolo di questore dal 1993 al 1998. 
Nel 1995 in occasione delle elezioni comunali di Trento ad un congresso usò nei confronti dei trentini la frase che era di Benito Mussolini secondo cui i trentini erano come cani ringhiosi e che capiscono solo la logica del bastone. In quell'occasione Divina si fece promotore dell'espulsione dal partito della deputata Elisabetta Bertotti. Nel gennaio 1998 vi furono una serie di espulsioni dal partito tra cui Bruno Marzari, Aldo Maurina, Armani, i consiglieri provinciali Muraro, Vecli e Delladio, l'ex-segretario Puecher, e Lunelli.
Nello 2003 ha proposto in consiglio provinciale, insieme a Erminio Boso, di istituire vagoni speciali per immigrati sul treno regionale Verona-Bolzano delle 7:45.
Alle elezioni amministrative del 2005 è stato il candidato sindaco di Trento per la Lega Nord, ottenendo il 6,50% dei voti e non accedendo al ballottaggio. 

### Senato
Alle elezioni del 2006 è stato eletto al Senato della Repubblica nel collegio uninominale di Trento, dove ottiene il 43,19% dietro al candidato di L'Unione e SVP Giorgio Tonini (48,83%). Dal 7 giugno 2006 è segretario della quarta Commissione permanente (Difesa).
Ha promosso l'espulsione del consigliere provinciale Denis Bertolini, capogruppo in consiglio provinciale, formalizzata a Milano dal Consiglio Federale il 22 gennaio 2007; Bertolini fu ufficialmente espulso per mancato pagamento della quota associativa, ma di fatto per essersi permesso di aver dato vita ad un'associazione locale in Val di Non denominata Valli Unite.
È stato ricandidato alle elezioni del 2008 nel medesimo collegio per Il Popolo della Libertà e confermato con il 40,88% dei voti, superando Mauro Betta di centrosinistra e SVP (38,29%) e Giuseppe Frattin dell'Unione di Centro (8,97%). Diventa vice capogruppo della Lega Nord al Senato. Mantiene l'incarico fino al 29 gennaio 2009. Divorziato con 2 figli, sposa in seconde nozze l'avvocato Claudia Eccher, più giovane di sedici anni e figlia del chirurgo Claudio Eccher, il 6 settembre 2008 a Rovereto, con un matrimonio "in stile padano" celebrato da Roberto Castelli.
È stato candidato alla carica di presidente della Provincia autonoma di Trento alle elezioni del 9 novembre 2008, sostenuto da Fassa, Autonomisti Popolari, Inquilini Case Popolari, La Destra, Lega Nord, Partito Pensionati, Il Popolo della Libertà, Valli Unite, Fiamma Tricolore e Civica per Divina presidente del Trentino, ma ha perso con il 36,50% dei voti contro il 56,99% del candidato di centrosinistra Lorenzo Dellai, ottenendo comunque un posto in consiglio regionale e provinciale. In seguito si dimette, mantenendo quindi la carica di Senatore. Divina è vicecapogruppo della Lega Nord al Senato della Repubblica dal 6 maggio 2008 al 9 maggio 2009.
Candidato alle elezioni politiche del 2013 nel collegio uninominale di Pergine Valsugana, ottiene il 28,45% e viene sconfitto dal candidato di centrosinistra e autonomisti Giorgio Tonini (43,52%), ma viene eletto come miglior perdente fra i candidati nel collegi senatoriali trentini. Dal 19 marzo 2013 è vicecapogruppo della Lega Nord al Senato della Repubblica.
Nel 2013 presenta il D.D.L. 1163 in riforma all'affido condiviso dove tra l'altro si prevede: la soppressione dell'obbligo al giudice di tenere conto dell'assegnazione della casa (considerando il titolo di proprietà) nella regolazione dei rapporti economici tra i genitori, previsto dall'attuale art. 155-quater del Codice Civile. Prevede altresì, in taluni casi, un risparmio forzoso (postale o bancario) vincolato ai figli i quali entreranno in possesso di tali somme al compimento della maggiore età.

### L'uscita dalla Lega
Non si ricandida alle elezioni politiche del 2018.
Nel novembre 2019 viene nominato presidente del Centro servizi culturali Santa Chiara di Trento dalla giunta provinciale guidata da Maurizio Fugatti.
In vista delle elezioni provinciali di Trento del 2023 annuncia la propria candidatura a presidente della provincia sostenuto da una coalizione denominata "Alleanza per il Trentino", ricevendo il sostegno di Alternativa Popolare. Tuttavia con il 2,22% dei voti si piazza quinto non risultando eletto per il consiglio provinciale.
A febbraio 2025 entra in Forza Italia, diventandone il portavoce provinciale di Trento, su indicazione del commissario Flavio Tosi.